# Afraid of Heights (album Billy Talent)
Afraid of Heights è il quinto album in studio del gruppo rock canadese Billy Talent, pubblicato nel 2016.

## Tracce
1. Big Red Gun – 3:17
2. Afraid of Heights – 3:45
3. Ghost Ship of Cannibal Rats – 3:39
4. Louder Than the DJ – 3:21
5. The Crutch – 4:15
6. Rabbit Down the Hole – 6:03
7. Time-Bomb Ticking Away – 3:22
8. Leave Them All Behind – 4:53
9. Horses & Chariots – 3:35
10. This Is Our War – 4:02
11. February Winds – 4:19
12. Afraid of Heights (Reprise) – 4:23

## Formazione

### Gruppo
- Ben Kowalewicz - voce
- Ian D'Sa - chitarra, voce
- Jon Gallant - basso, cori

### Ospiti
- Jordan Hastings - batteria, percussioni